# سم هریس
ساموئل بنجامین هریس (به انگلیسی: Samuel (Sam) Benjamin Harris) (زاده ۹ آوریل ۱۹۶۷) نویسندهٔ آمریکایی، فیلسوف، عصب‌پژوه، وبلاگ نویس و میزبان پادکست است. او یک منتقد دینی و مبلغ حق آزادی در انتقاد از آن است. در مقاله‌های او مباحثی همچون دین، اخلاق، عصب‌شناسی، اختیار، تروریسم و دفاع شخصی بررسی شده، و کتاب اول او، پایان ایمان (۲۰۰۴)، انتقادی است بر مذهب سازمان یافته. از او به عنوان یکی از چهار چهره برجسته خداناباوری نو یاد می‌شود که در کنار ریچارد داوکینز، دنیل دنت و کریستوفر هیچنز قرار می‌گیرد.
در کتاب چشم‌اندازی به اخلاق (The Moral Landscape) که در سال ۲۰۱۰ به چاپ رسید، هریس استدلال می‌کند که علم قادر است پاسخگوی مسائل اخلاقی باشد و به بهبود کیفیت زندگی انسان کمک کند. از دیگر کتاب‌های او می‌توان به دروغ گفتن (Lying) که به صورت یک مقاله طولانی در سال ۲۰۱۱ نگارش شده‌است، کتاب کوتاه ارادهٔ آزاد (Free Will) در سال ۲۰۱۲، و کتاب بیدار شدن: راهنمایی برای معنویت بدون مذهب (Waking Up: A Guide to Spirituality Without Religion) در سال ۲۰۱۴ اشاره کرد. در سال ۲۰۱۵، هریس با همکاری ماجد نواز، نویسندهٔ بریتانیایی، کتاب دیگری با عنوان اسلام و آیندهٔ دگراندیش پذیری: یک گفتگو (Islam and the Future of Tolerance: A Dialogue) به انتشار رساند. کتاب‌های هریس به بیش از ۲۰ زبان ترجمه شده‌اند.

## زندگی
هریس تمرین کننده ورزش‌های رزمی است و به سبک جوجیتسو برزیلی تمرین می‌کند. او در گذشته برای مدتی گیاه‌خوار بود، ولی پس از ۶ سال به‌علت دلایل پزشکی آن را کنار گذاشت. در سال ۲۰۱۵، او دوباره به گیاه‌خواری بازگشت و قصد دارد در نهایت به وگانیسمها بپیوندد.
در سال ۲۰۰۴، هریس با آناکا هریس ازدواج کرد. آناکا ویرایشگر کتاب‌های علمی و غیرتخیلی است. آن‌ها اکنون دارای دو فرزند دختر هستند.
هریس در مورد ذکر جزئیات مربوط به زندگی شخصی و تاریخچه خانوادگی خود محتاط است. او گفته‌است که در خانواده‌ای با مادری یهودی و پدری عضو فرقه کویکر رشد یافته‌است. در سال ۲۰۰۹ در برنامه پخش زنده با بیل مار، هریس اظهار داشت که او در خانه‌ای سکولار بزرگ شده و پدر و مادرش هرگز با وی دربارهٔ خدا بحث نمی‌کرده‌اند، با این حال او همواره به موضوع مذهب علاقه داشته‌است.
او شروع به تحصیل در رشته زبان انگلیسی در دانشگاه استنفورد کرد ولی تحصیلاتش را نیمه تمام رها ساخت. پس از یازده سال او به دانشگاه استنفورد بازگشت و موفق به اخذ مدرک کارشناسی در رشته فلسفه گردید. در سال ۲۰۰۹ هریس دکترای خود را در رشته علوم اعصاب از دانشگاه کالیفرنیا اخذ کرد.

## دیدگاه‌ها

### آزادی انتقاد از مذهب
هریس باور دارد که زمان آن فرا رسیده‌است که اعتقادات مذهبی را بتوان آزادانه مورد سؤال قرار داد. او احساس می‌کند به دلیل تابو بودن پرسش در مورد اعتقادات و باورهای مذهبی، بقای تمدن بشری در معرض خطر نابودی قرار گرفته‌است. او با توضیح مشکلی که امروزه از سوی اسلام در رابطه با تروریسم بین‌المللی، به عنوان تنها یک نمونهٔ ویژه مطرح است، به انتقاد از کلیهٔ مذاهب به همهٔ سبک‌ها و شیوه‌ها می‌پردازد. او دین را مانع پیشرفت به سوی روشنگری، معنویت و اخلاق می‌شناسد.

### بی‌خدایی
گر چه وی یک بی‌خدا است، بکار بردن این واژه را ضروری نمی‌داند. او اظهار می‌کند که بی‌خدایی به خودی خود یک دیدگاه یا فلسفه نیست، بلکه «در هم شکستن یک ایده اشتباه است». او می‌گوید که دین مملو از ایده‌ها و عقاید بد است و آن را «یکی از بدترین اشکال سوءاستفاده از خرد که تاکنون ابداع شده‌است» می‌شناسد. هریس باورهای مذهبی مدرن را با اسطوره‌های یونانیان باستان، که روزگاری به عنوان حقیقت کاملاً پذیرفته شده بوده‌اند اما امروزه منسوخ گردیده‌اند، مقایسه می‌کند. در ژانویه ۲۰۰۷ در مصاحبه با پی بی اس، هریس گفت: «ما کلمه‌ای برای اعتقاد نداشتن به خدای یونانی زئوس نداریم و می‌توان گفت که ما همگی نسبت به او بی خدا هستیم. همچنین ما هیچ کلمه‌ای برای نامیدن فردی که ستاره بین نیست نداریم». او نتیجه می‌گیرد که چنین کلماتی هنگامی از بین می‌روند که ما به سطحی از بلوغ و صداقت فکری برسیم که دیگر به اطمینان داشتن در مورد چیزهایی که به آن‌ها مطمئن نیستیم تظاهر نکنیم.
هریس در کتاب پایان ایمان، فصلی را به «سرچشمهٔ ایمان» اختصاص داده‌است. موضوع اصلی آن این است که تمام باورهای ما، به جز آن‌هایی که ریشه در تعصبات مذهبی دارند بر پایه شواهد و مدارک مبتنی بر تجربه هستند. او می‌گوید که دین اجازه می‌دهد که آنچه در حال عادی نشانه‌ای از «دیوانگی» شناخته می‌شود قابل قبول یا در برخی موارد حتی «مقدس و محترم» جلوه نماید. او در این‌جا توجه خود را به آموزه‌های خاص کلیسای کاتولیک مانند تبدیل ماهیت نان و شراب به خون و بدن عیسی مسیح معطوف می‌دارد و می‌گوید که اگر این باور تنها در یک فرد به وجود آید ما او را دیوانه و مجنون خواهیم دانست. هریس بر این باور است که اعتقاد به باور پذیرفته شده نسبت به اینکه خالق جهان صدای ما را می‌شنود، کاملاً تصادفی است. اگر به جای آن کسی به این اعتقاد پیدا کند که خدا به واسطه رگبار باران به پشت شیشه پنجره اتاق خواب ما به وسیلهٔ خط و نقطه کد مورس در صدد ایجاد ارتباط با ما است، ما آن را نشانه بیماری روانی و دیوانگی او محسوب می‌کنیم.

### تحمل نداشتن بر پایه گفتمان
هریس مدافع فرمی اصلاحی از بی تحملی است که کاملاً قابل افتراق از آزار و اذیت مذهبی به شکل تاریخی آن است. او به ترویج عدم تحمل بر پایه گفتمان که در آن اعتقادات شخصی در برابر شواهد و مدارک محک زده می‌شوند می‌پردازد. در این شکل از گفتمان صداقت فکری هم در دیدگاه‌های مذهبی و هم در دیدگاه‌های غیر مذهبی ضروری است. او همچنین بر این باور است که عوامل بازدارنده‌ای که جلوی نقد آشکار اعتقادات، باورها و رسوم مذهبی را تحت عنوان «تحمل و بردباری» می‌گیرند، باید از پیش پا برداشته شوند.

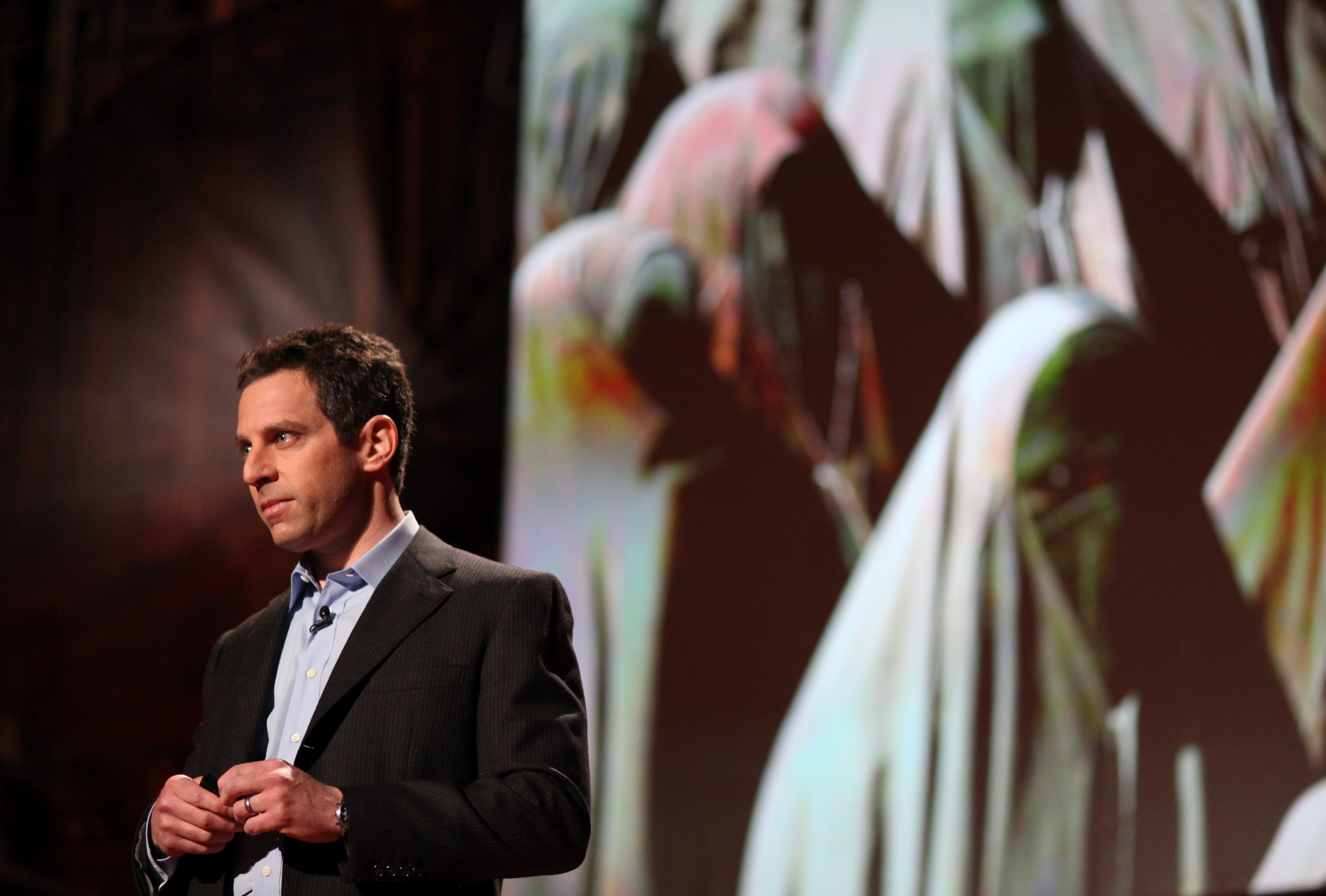

هریس مدعی است که چنین گفتمان و ارزیابی سازنده‌ای جهت پیشرفت در هر زمینه دیگری از دانش ضروری به‌شمار می‌آید. به عنوان مثال، او نشان می‌دهد که در فیزیک یا تاریخ یک دیدگاه نو و متفاوت با دیدگاه رایج فعلی، برای اثبات خود هرگز تحت حمایت واژه «احترام» از ارائه مدارک معتبر و دلایل منطقی مبری نمی‌گردد و اگر چنین مدارکی ارائه نشوند این دیدگاه به‌سرعت کنار گذارده می‌شود؛ بنابراین، هریس پیشنهاد می‌کند مصونیتی که طبق عادت به ایدیولوژیهای مذهبی اعطا شده، به مثابه تبعیضی است که پس از وقایع مربوط به ۱۱ سپتامبر سال ۲۰۰۱ به صورت خطری جدی رخ‌نمایی کرده‌است.

### آمریکای مذهبی
هریس قسمت عمدهٔ نقد خود را بر روی امور مذهبی معاصر در ایالات متحده متمرکز ساخته‌است. او از اینکه بسیاری از حوزه‌های فرهنگی آمریکا توسط باورهای تعصبی و مذهبی آسیب دیده‌اند ابراز نگرانی می‌کند. به عنوان مثال، یک نظر سنجی نشان می‌دهد ۴۴٪ از آمریکایی‌ها بر این باورند که «به‌طور قطع» یا احتمالاً طی پنجاه سال آینده عیسی مسیح ظهور مجدد خواهد کرد، و همین نظر سنجی نشان می‌دهد که همان درصد اعتقاد دارند که خلقت گرایی باید در مدارس عمومی تعلیم داده شود و به معنای واقعی کلمه، خدا سرزمین اسرائیل را به یهودیان مدرن امروزی وعده داده‌است.
وقتی که جورج دبلیو بوش رئیس‌جمهور سابق آمریکا آشکارا در سخنرانی‌های عمومی مربوط به امور داخلی یا خارجی از خدا یاری می‌طلبد، هریس ما را به تأمل دعوت می‌کند که چنانچه رئیس‌جمهور، به جای خدای مدرن امروزی از زئوس یا آپولو یاری می‌طلبید، ما ممکن بود چگونه واکنشی نشان دهیم.

### اسلام
گرچه هریس همه مذاهب را به باد انتقاد می‌گیرد، در عین حال ادعا می‌کند که آموزه‌های اسلام به طرز ویژه‌ای برای تمدن بشری خطرناک است. هریس پاسخ عمومی غرب به شقاوت‌های تروریستی مانند حمله ۱۱ سپتامبر سال ۲۰۰۱ را مورد نکوهش قرار می‌دهد. او این پاسخ را که از طرفی اسلام را مذهب صلح اعلام می‌کند و از طرف دیگر و به‌طور هم‌زمان اعلام جنگ ضد تروریسم را پیشنهاد می‌کند به باد انتقاد می‌گیرد. هریس می‌گوید که نخستین جمله اشتباه و دومین جمله بی‌معنی است.
او می‌گوید اسلام پیام صلح نیست بلکه پیام اطاعت و فرمانبرداری از آموزه‌های مذهبی و سیاسی است. او ذکر می‌کند که قرآن و حدیث حاوی پیامهایی است که کشتن کافران و بی‌ایمانان را تشویق می‌کند و پاداش اینگونه اعمال را بهشت به همراه حوریانش معرفی می‌نماید. هریس جهاد را که به قول او «متافیزیک شهادت» است دستوری برای کم رنگ کردن تلخی مرگ و بسیار خطرناک می‌داند. او استدلال‌هایی را که ذکر می‌کنند چنین رفتارهایی، ناشی از عملکرد بنیادگرایان اسلامی و نه عموم مسلمین است را نمی‌پذیرد. او ریشه جنجال کاریکاتورهای محمد در یولاندز پستن Jyllands-Posten را نه به دلیل موهن بودن تصاویر، بلکه از آن رو که اکثر مسلمانان به تصویر کشیدن محمد را در همه اشکال، عملی ضد دینی می‌دانند ذکر می‌کند. هریس مدعی است که غرب از نظر ایدیولوژیک با تصویری که اسلام در مورد زندگی، در قرآن و حدیث به مسلمانان ارائه می‌دهد در تعارض است.
هریس تصدیق می‌نماید که سایر ادیان نیز فجایع بشری را به بارآورده‌اند و می‌توانند کماکان الهام بخش ایجاد فجایع بشری باشند. از نمونه‌های آن می‌توان شکار و کشتن جادوگران و تفتیش عقاید در قرون وسطی را نام برد. با این حال، هریس معتقد است که اسلام بر اساس دکترین و آموزه‌های خود، برای اجرای این منظور از بسیاری از ادیان دیگر تواناتر است.

### میانه‌روی
اگرچه هریس به این نکته که جایگزینی افراط گرایی مذهبی به وسیلهٔ میانه‌روی دینی گامی مثبت است، اذعان دارد، با این حال مخالف میانه‌روی است. او می‌گوید میانه‌روی دینی پوششی است که بنیادگرایی مذهبی را پنهان و حفظ می‌کند. او ذکر می‌کند که هر گونه حمله اصولی به افراط گرایی، تحت لوای میانه‌روی و احترام و تحمل مقدسات منع می‌شود.
از سوی دیگر هریس معتقد است که انتظار احترام متقابل بین اعتقادات مذهبی مختلف و متناقض ناممکن است، زیرا هر مذهبی خود را حقیقت مطلق می‌شناسد و دیگر مذاهب را دروغی و اشتباه می‌داند. در چنین سیستم فکری نمی‌توان احترام متقابل واقعی را امید داشت. هریس از این امر نتیجه می‌گیرد که میانه‌روی دینی پایه عقلی استواری ندارد.
وی معتقد است که نه فقر، نه سیاست و نه بی سوادی، بلکه مذهب عامل مهمی در تروریسم محسوب می‌شود. او می‌گوید: «چند نفر دیگر از معماران و مهندسان مکانیک باید خود را با سرعت ۴۰۰ مایل در ساعت به دیوار بکوبند پیش از آنکه ما اعتراف کنیم که خشونت‌های جهادی صرفاً یک موضوع مربوط به آموزش و پرورش، فقر، یا سیاست نیست؟ در سال ۲۰۰۶، اگر چه حیرت‌انگیز می‌نماید، یک فرد می‌تواند از نظر دانش توان عقلانی کافی و از نظر منابع مواد لازم برای ساخت بمب هسته‌ای را در اختیار داشته و در همان حال معتقد به سهم خود برای رسیدن به ۷۲ باکره در بهشت باشد. سکولارها، لیبرالها، و میانه‌روهای غربی در درک این مطلب ناتوان به نظر می‌رسند. علت سردرگمی آن‌ها ساده‌است: آن‌ها نمی‌دانند اعتقاد واقعی به خدا چه معنایی دارد.»
هریس در جایی دیگر هنگام بحث دربارهٔ میانه‌روی مسیحی می‌گوید: «خبری برای شما دارم! من انجیل را مطالعه کرده‌ام. خدا میانه‌رو نیست… هیچ جایی در کتاب مقدس وجود ندارد که خدا در آن بگوید:، ' راستش را بخواهید، هنگامی که شما به دنیای جدید و مدرن پا نهادید و صاحب قوای سه‌گانه در دولت شدید و جامعه مدنی داشتید، آنوقت می‌توانید تمام بربریت‌هایی که من در کتاب‌های نخست عهد عتیق توصیه کرده‌ام کنار بگذارید»

## پیشه

### نویسندگی
هریس بر نوشتن از فلسفه، علم عصب و نقد دین متمرکز است. شهرت‌ش به خاطر انتقاد از مذهب به خصوص دین اسلام است و از او به عنوان یکی از چهار چهره برجسته خداناباوری نو در کنار ریچارد داوکینز، دنیل دنت و کریستوفر هیچنز یاد می‌شود.

### پادکست
هریس در سال ۲۰۱۳ شروع به تولید پادکستی با عنوان بیدار شدن (به انگلیسی: Waking Up) کرد. این پادکست برای اینکه با اپلیکیشنی با همین نام اشتباه گرفته نشود، اکنون تحت عنوان معقول/منطقی ساختن یا معنا ساختن (به انگلیسی: Making Sense) منتشر می‌شود. در آن به شرح نقطه نظرهای خویش می‌پردازد، به انتقادها پاسخ می‌دهد، و با میهمانانی مصاحبه می‌کند. طول مدت هر قسمت از این پادکست می‌تواند بسیار متفاوت از قسمت‌های دیگر بوده (از ۸ دقیقه تا ۴ ساعت) و انتشار آن در گذر زمان مستمر شده‌است. در سال ۲۰۱۷، بیزنس اینسایدر در بریتانیا این پادکست را در لیست "۸ پادکستی که نظر شما را در مورد رفتار انسان تغییر می‌دهد" و پی‌سی مگزین آن را در لیست "پادکست‌هایی که همین حالا باید آن‌ها را دریافت کنید" قرار داد.
او عهد کرده‌است که چندین هزار دلار از درآمد به‌دست آمده از هر قسمت از پادکستش را به ارگان‌های خیریه تأثیرگذار هدیه کند.

### اپ مدیتیشن
در سپتامبر ۲۰۱۸، هریس اپلیکیشنِ بیدار شدن با هریس را منتشر کرد. این برنامه مجموعه ای از درس‌ها در موضوعات مختلف، مانند ذهن و احساس، اراده آزاد، و درست‌کاری و را در بر می‌گیرد. کاربران این اپلیکیشن با انواع گوناگون از مدیتیشن آشنا می‌شوند؛ مانند مدیتیشن ذهن‌آگاهی، مدیتیشن به سبک ویپاسانا، مراقبهٔ Loving Kindness و دزوگچن.

## انتقادات
آرجی اسکو (RJ Eskow) هریس را به ترویج عدم تحمل نسبت به ایمان، که خود می‌تواند به اندازه تعصب مذهبی که او مخالف آن است مضر باشد، متهم می‌کند. مارگارت ورتیم Wertheim Margaret، که خود به خدا اعتقاد ندارد، می‌گوید که لیبرال‌ها باید رویکرد هریس به ایمان و اعتقادات مذهبی را با دیدگاه شدیداً انتقادی بررسی کنند.
مادلین بانتینگ (Madeleine Bunting) به نقل از این بخش از نوشته‌های هریس «برخی از عقاید مذهبی آنقدر خطرناکند که کشتن مردمی که به آن‌ها باور دارند حتی ممکن است اخلاقی به نظر برسد،» پرداخته و می‌گوید: «این بیانیه بعینه مانند استدلال‌هایی است که برگزار کنندگان دادگاه‌های تفتیش عقاید در قرون وسطی مطرح می‌کرده‌اند..» متخصص الهیات کاترین کلر (Catherine Keller) با نقل همان جمله هریس می‌پرسد: «آیا می‌توان پیشنهادی خطرناک تر از آن را ارائه داد؟» و استدلال می‌کند که این دیدگاه «عدم تحمل» ممکن است باعث در هم شکستن دیواری شود که جفرسن در آمریکا بین کلیسا و دولت بنیان نهاد. هریس در پاسخ گفته‌است که پیام وی و به خصوص جمله دوم از متن به اشتباه تعبیر شده‌است و آنگونه نشان داده شده‌است که وی مدافع کشتن مردم به خاطر اعتقادات مذهبی آن‌ها ست.

## آثار
- پایان ایمان: دین، وحشت و آینده خرد (۲۰۰۴)
- نامه‌ای به ملت مسیحی (۲۰۰۶)
- چشم‌انداز اخلاقی: چگونه علم می‌تواند ارزش‌های انسانی را تعیین کند (۲۰۱۰)
- دروغ گفتن (۲۰۱۱)
- ارادهٔ آزاد (۲۰۱۲)
- بیدار شدن: راهنمایی برای معنویت بدون مذهب (۲۰۱۴)
- اسلام و آیندهٔ دگراندیش پذیری: یک گفتگو (۲۰۱۵)